# Seidewitz (Grimma)
Seidewitz ist ein Dorf im Landkreis Leipzig in Sachsen. Politisch gehört der Ort seit Anfang 2011 zu Grimma.

## Geographie
Seidewitz  liegt zwischen Marschwitz und Böhlen am Südwestrand des Thümmlitzwalds. Südlich des Orts fließt die Freiberger Mulde.

## Geschichte
Urkundlich wurde Seidewitz 1340 das erste Mal als „Sydewicz“ genannt. Weitere Nennungen waren:
- 1420/21: Sydewicz
- 1445/47: Sydewicz
- 1529: Seidwitz
- 1791: Seydewitz

Der aus dem Altsorbischen stammende Ortsname leitet sich von *Židovica zu *žid- für „flüssig“ ab und bezieht sich eventuell auf einen alten Gewässernamen. Möglich ist auch eine Ableitung von einem Personennamen *Žid.
Im südlichen Teil des Thümmlitzwalds erfolgte der Braunkohlenabbau bei Seidewitz von 1873 bis 1922 und von 1947 bis 1956.

## Entwicklung der Einwohnerzahl
| Jahr    | Einwohnerzahl                              |
| ------- | ------------------------------------------ |
| 1548/51 | 13 besessene Mann, 6 Inwohner, 9 1⁄4 Hufen |
| 1764    | 13 besessene Mann, 2 Häusler, 9 1⁄4 Hufen  |
| 1834    | 118                                        |

| Jahr | Einwohnerzahl |
| ---- | ------------- |
| 1871 | 132           |
| 1890 | 159           |
| 1910 | 191           |

| Jahr | Einwohnerzahl |
| ---- | ------------- |
| 1925 | 198           |
| 1939 | 184           |
| 1946 | 269           |